# Ziekte van Von Hippel-Lindau
De ziekte van Von Hippel-Lindau ook wel angiomatosis cerebelli et retinae  genoemd, is een aangeboren autosomaal dominant erfelijke aandoening die historisch gerekend wordt tot de facomatosen. De ziekte kenmerkt zich door bloedvatgezwellen in het netvlies (retina), de kleine hersenen (cerebellum), het verlengde merg en in de huid, en door cystes in pancreas en nieren.